# 아라리페수쿠스
아라리페수쿠스(Araripesuchus)는 약 1억 2,500만 년에서 6,600만 년 전 후기 중생대 백악기에 존재했던 멸종된 악어상목의 한 속이다. 아라리페수쿠스는 일반적으로 다양한 치아 유형과 뚜렷한 두개골 요소로 특징지어지는 노토수쿠스아목으로 간주된다. 아라리페수쿠스에는 7종이 언급되었지만, 이 속의 계통 발생학적 위치가 불확실하며 분류학적 수정이 필요하다는 주장이 제기되고 있다.

## 묘사
아라리페수쿠스는 길이가 81cm에 이르는 것으로 추정되며, 최대 1m에 이르는 것으로 추정된다. 아라리페수쿠스는 주둥이의 옆쪽으로 튀어나온 가장자리로 구별할 수 있으며, 확대된 상악 치아 주변에서 돌출부가 가장 두드러진다. 주둥이와 상악 전치는 또한 대부분의 악어형목보다 매끄럽고, 구멍이나 전형적인 주름진 질감이 없다. 이 속에는 7종의 유효한 종이 있으며, 모두 상악 또는 치아 구조가 약간 다르다. 모두 배 표면에서 볼 때 상악 전치의 외부 치조 가장자리에 약간의 오목함이 있다. 다른 종도 이 특징을 가질 수 있지만, 두개골의 이 부분은 알려져 있지 않기 때문에 치아가 이를 시사한다. 다른 종은 또한 설치류에서 발견되는 길쭉한 앞니와 유사한 매우 확대되고 앞으로 향하는 첫 번째 치아의 독특한 특징을 가지고 있었다(따라서 특정한 특징).
모든 아라리페수쿠스 종은 비교적 큰 궤도를 가지고 있어서 눈을 가지고 있었다. 그들은 또한 몸 전체를 덮고 있는 얇은 골배엽을 가지고 있었으며, 등을 가로지르는 여러 줄의 골배엽과 꼬리를 따라 짝을 이룬 등쪽 골배엽도 있었다. 꼬리의 양쪽에도 단일 줄의 골배엽이 있었으며, 배와 아랫부분 대부분에 걸쳐 짝을 이룬 배배엽 골배엽도 있었다. 골배엽은 강하게 굽어 있지 않았으며, 이는 긴 사지 뼈와 어깨, 엉덩이 및 발목 관절과 함께 직립 자세를 시사한다. 이는 아라리페수쿠스가 물 위보다는 육지에서 더 활동적이었을 가능성을 시사한다.

## 고생태학
아라리페수쿠스 유적은 남아메리카와 아프리카 대륙에서 발견되었으며, 이는 이 속의 진화를 위한 곤드와나 기원을 시사한다. 아라리페수쿠스가 존재할 무렵 남아메리카와 아프리카는 물리적으로 서로 인접해 있었다. 다양한 종은 일반 지역의 동일한 종에서 진화하여 아직 확인되지 않은 기원 지점에서 바깥쪽으로 방사되었다. 마다가스카르에서 발견된 표본의 존재는 이러한 진화적 방사 모델을 더욱 강화한다.